# Helochares sallaei
Helochares sallaei är en skalbaggsart som beskrevs av Sharp 1882. Helochares sallaei ingår i släktet Helochares och familjen palpbaggar. Inga underarter finns listade i Catalogue of Life.